# معاهدة الصداقة الألمانية التركية

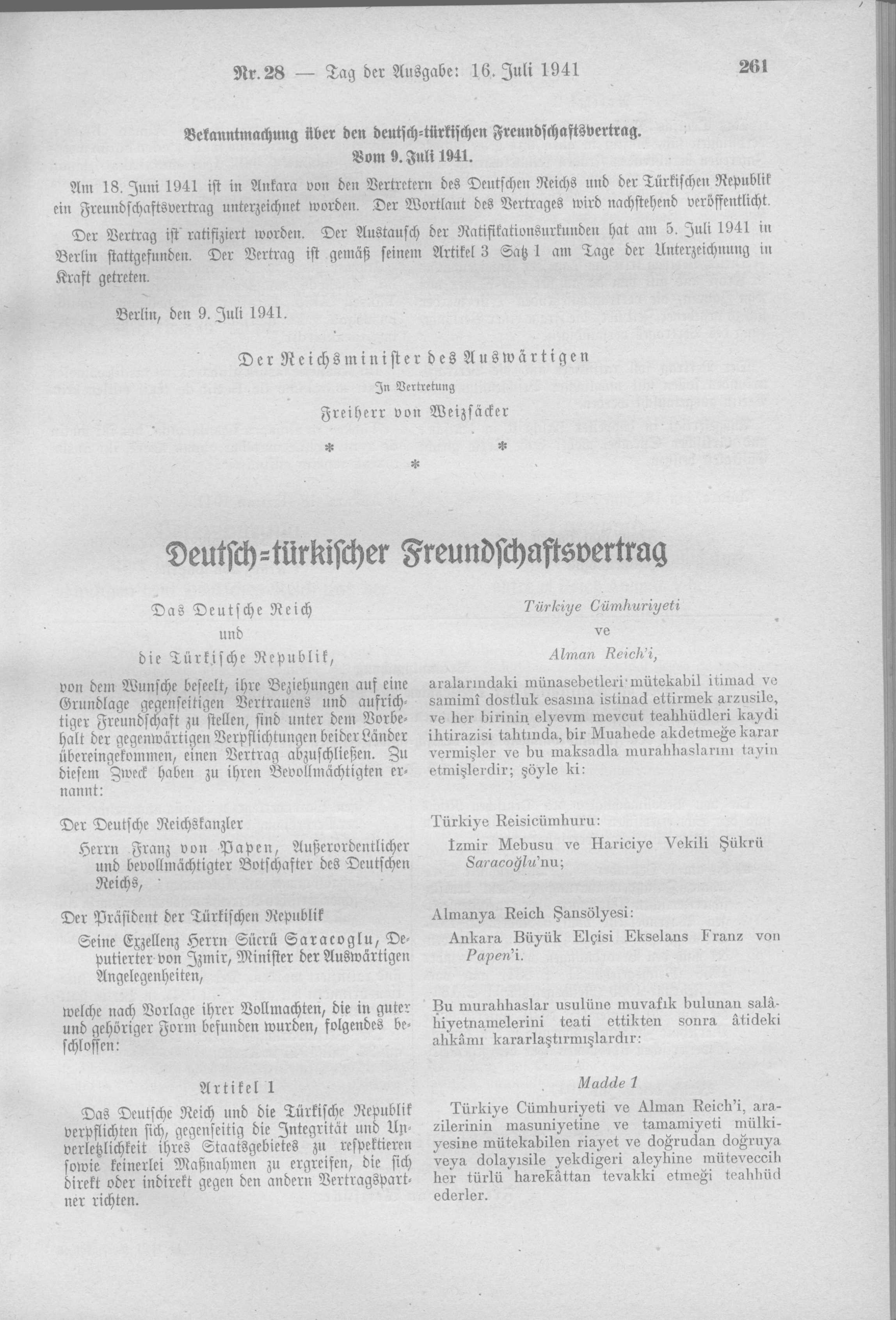
معاهدة الصداقة الألمانية التركية لعام 1941

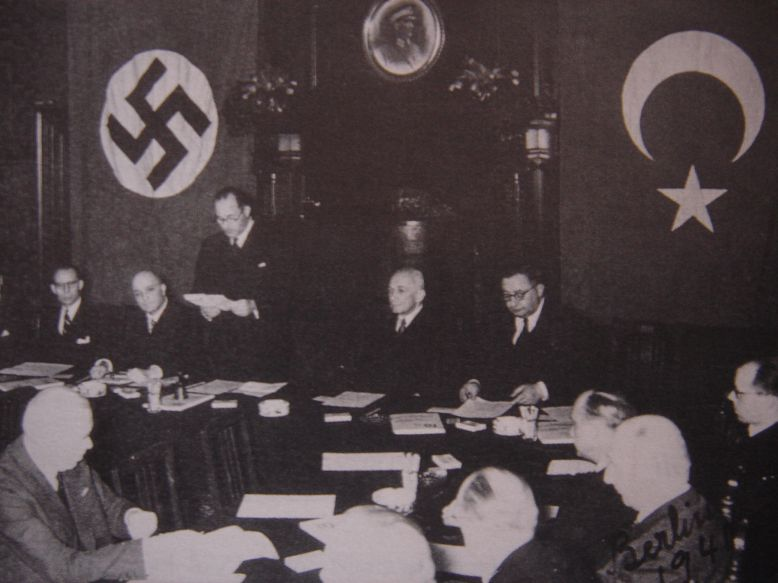
وقع الجانبان على الاتفاقية

معاهدة الصداقة الألمانية التركية (بالألمانية: Türkisch-Deutscher Freundschaftsvertrag)‏، (بالتركية: Türk-Alman Dostluk Paktı)‏ كانت معاهدة عدم اعتداء وقعت بين ألمانيا النازية وتركيا في 18 يونيو 1941 في أنقرة من قبل السفير الألماني في تركيا فرانز فون بابن ووزير الخارجية التركي شكرو ساراك أوغلو. ودخلت حيز التنفيذ في نفس اليوم.
نص الاتفاق على أن يستمر لمدة عشر سنوات، لكن تركيا قطعت علاقاتها الدبلوماسية والتجارية مع ألمانيا في أغسطس 1944، بعد أن غزا الجيش السوفيتي بلغاريا، وفي 23 فبراير 1945 أعلنت تركيا الحرب على ألمانيا النازية. تم حل الاتفاقية في 24 أكتوبر 1945، بعد سقوط الرايخ الثالث، عندما انضمت تركيا إلى الأمم المتحدة.

## السياق الجيوسياسي
بعد اندلاع الحرب العالمية الثانية في عام 1939، اتبع الرئيس التركي عصمت إينونو سياسة الحياد، محاولًا تجنب التورط في الحرب، وطلب تسليم المعدات العسكرية من كل من قوى المحور والحلفاء. من جانبها، حاولت ألمانيا النازية إبعاد تركيا عن بريطانيا باستخدام الجهود الدبلوماسية.
بينما كانت ألمانيا تستعد لغزو يوغوسلافيا واليونان في أبريل 1941، وصلت القوات الألمانية إلى الحدود البلغارية، وطلبت إذن بلغاريا بالمرور عبر أراضيها. في 1 مارس 1941، وقعت بلغاريا، الراغبة في الحصول على المناطق التي تعيش فيها المجتمعات الناطقة باللغة البلغارية في اليونان (مقدونيا الشرقية وتراقيا) ويوغوسلافيا (فاردار مقدونيا)، الاتفاق الثلاثي، وانضمت رسميًا إلى قوى المحور.
في 4 مارس 1941، أرسل فرانز فون بابين رسالة من أدولف هتلر إلى إينونو، كتب فيها هتلر أنه لم يبدأ الحرب، وأنه لم يكن ينوي مهاجمة تركيا. كما أكد أنه أمر قواته في بلغاريا بالبقاء بعيدًا عن الحدود التركية حتى لا تترك انطباعًا خاطئًا عن وجودهم. اقترح هتلر معاهدة عدم اعتداء مع تركيا.
في 6 أبريل، هاجمت قوات المحور يوغوسلافيا (في العملية 25) واليونان (في عملية ماريتا) عبر بلغاريا في محاولة لتأمين الجناح الجنوبي. انتهى غزو يوغوسلافيا في 17 أبريل وغزو اليونان في 1 يونيو. ضمت بلغاريا المنطقتين اليونانية واليوغوسلافية التي طالبت بهما. بهذا اكتملت دول المحور ضم واحتلال منطقة البلقان.
في غضون ذلك، في 1 أبريل 1941، أطلق رشيد عالي الكيلاني انقلابًا عسكريًا أطاح بالنظام المؤيد لبريطانيا في العراق. كان الجنرالات الأربعة الذين قادوا الثورة يعملون بشكل وثيق مع المخابرات الألمانية، وقبلوا المساعدة العسكرية من ألمانيا. طلب هتلر من تركيا إذنًا بالمرور عبر الأراضي التركية لتقديم المساعدة العسكرية للعراق، وفي المقابل، طالبت الحكومة التركية بتنازلات حدودية من العراق. أثناء المفاوضات، هاجمت القوات البريطانية العراق. وبين 18 أبريل و3 يونيو، أعادت بريطانيا نظام الأمير عبد الإله، الوصي على الملك فيصل الثاني البالغ من العمر أربع سنوات. تم حل القضية بين تركيا وألمانيا مع هذا التطور. تم التوقيع على معاهدة الصداقة الألمانية التركية في 18 يونيو 1941.
في 22 يونيو 1941، بعد أربعة أيام من توقيع معاهدة الصداقة الألمانية التركية، غزت القوات الألمانية الاتحاد السوفيتي في عملية بارباروسا، منتهكة ميثاق عدم الاعتداء الألماني السوفيتي، مع أن هذه الأحداث ربما لا علاقة لها.
في أغسطس 1944، دخل الجيش السوفيتي بلغاريا وقطع الاتصالات البرية بين تركيا وقوى المحور. قطعت تركيا علاقاتها الدبلوماسية والتجارية مع ألمانيا، التي سبقت معاهدة الصداقة. وفي 23 فبراير 1945 أعلنت الحرب على ألمانيا.

## اتفاقية كلوديوس
في أكتوبر 1941، وقعت تركيا وألمانيا «اتفاقية كلوديوس» (التي سميت باسم المفاوض الألماني كارل كلوديوس)، حيث وافقت تركيا على تصدير ما يصل إلى 45 ألف طن من خام الكروميت إلى ألمانيا في العامين 1941 و1942، و90 ألف طن من المعدن في العامين 1943 و1944، بشرط توريد ألمانيا المعدات العسكرية لتركيا. كان على الألمان أن يوفروا ما يصل إلى 117 قاطرة للسكك الحديدية و1250 عربة سكة حديد لنقل الخام.
في محاولة لمنع تزويد هذا المعدن الاستراتيجي الوصول لألمانيا، اشترت الولايات المتحدة، والمملكة المتحدة في فورة شراء الكروميت التركي، حتى لو لم تكن في حاجة الكثير من ذلك. وكجزء من «الصفقة الشاملة»، اشترى الأنجلو أمريكيون أيضًا الفواكه المجففة والتبغ التركي.